# Liste der Landschaftsschutzgebiete im Landkreis Donau-Ries
Im Landkreis Donau-Ries gibt es 22 Landschaftsschutzgebiete. (Stand: November 2018)

## Hinweise zu den Angaben in der Tabelle
- Gebietsname: Amtliche Bezeichnung des Schutzgebietes
- Bild/Commons: Bild und Link zu weiteren Bildern aus dem Schutzgebiet
- LSG-ID: Amtliche Nummer des Schutzgebietes
- WDPA-ID: Link zum Eintrag des Schutzgebietes in der World Database on Protected Areas
- Wikidata: Link zum Wikidata-Eintrag des Schutzgebietes
- Ausweisung: Datum der Ausweisung als Schutzgebiet
- Gemeinde(n): Gemeinden, auf denen sich das Schutzgebiet befindet
- Lage: Geografischer Standort
- Fläche: Gesamtfläche des Schutzgebietes in Hektar
- Flächenanteil: Anteilige Flächen des Schutzgebietes in Landkreisen/Gemeinden, Angabe in % der Gesamtfläche
- Bemerkung: Besonderheiten und Anmerkungen

Bis auf die Spalte Lage sind alle Spalten sortierbar.
| Gebietsname | Bild/Commons   | LSG-ID       | WDPA-ID | Wikidata  | Ausweisung | Gemeinde(n) | Lage     | Fläche ha | Flächenanteil | Bemerkung |
| --- | -------------- | ------------ | ------- | --------- | ---------- | ----------- | -------- | --------- | --- | --- |
| Altwasser bei Donauwörth                                                                                                | weitere Bilder | LSG-00315.01 | 395802  | Q59610671 | 1980       |             | Position | 6,08      | Landkreis Donau-Ries (100 %) | außergewöhnliche Lage als Restnaturfläche inmitten des Industriegebiets südlich von Donauwörth, östlich begrenzt und umarmt von Airbus Helicopters, nördlich von Bahnanlagen, westlich und südlich von Industriebetrieben, u. a. einer Großschlachterei. |
| Altwasser bei Rettingen                                                                                                 | weitere Bilder | LSG-00312.01 | 395799  | Q59610665 | 1980       |             | Position | 10,86     | Landkreis Donau-Ries (100 %) | |
| Am Langweidlegraben östlich von Heißesheim                                                                              | weitere Bilder | LSG-00314.01 | 395801  | Q59610669 | 1980       |             | Position | 52,73     | Landkreis Donau-Ries (100 %) | |
| Augsburg - Westliche Wälder                                                                                             | weitere Bilder | LSG-00417.01 | 395925  | Q59608104 | 1988       |             | Position | 69892,76  | Augsburg (2,2 %), Landkreis Augsburg (61,1 %), Landkreis Dillingen an der Donau (10,0 %), Landkreis Günzburg (15,7 %), Landkreis Unterallgäu (10,1 %), Landkreis Donau-Ries (0,9 %) | |
| Donau-Auen zwischen Blindheim und Tapfheim                                                                              | weitere Bilder | LSG-00471.01 | 395979  | Q59610693 | 1993       |             | Position | 1095,37   | Landkreis Dillingen an der Donau (73,2 %), Landkreis Donau-Ries (26,7 %) | |
| Firnhabermoos (Mertinger Hölle)                                                                                         | weitere Bilder | LSG-00211.01 | 395691  | Q59610661 | 1971       |             | Position | 182,24    | Landkreis Donau-Ries (100 %) | |
| Im Osterried südöstlich von Auchsesheim                                                                                 | weitere Bilder | LSG-00324.01 | 395812  | Q59610673 | 1981       |             | Position | 34,38     | Landkreis Donau-Ries (100 %) | |
| Karthäusertal | weitere Bilder | LSG-00409.01 | 395917  | Q59610687 | 1987       |             | Position | 884,21    | Landkreis Donau-Ries (100 %) | Teil des Gebiets ist die Wacholderheide am Ganzenberg |
| Lechheide-Sachsenwald südlich von Oberpeiching                                                                          | weitere Bilder | LSG-00366.01 | 395875  | Q59610684 | 1985       |             | Position | 22,91     | Landkreis Donau-Ries (100 %) | |
| Marienhöhe und Stoffelsberg                                                                                             | weitere Bilder | LSG-00451.01 | 395959  | Q59610690 | 1990       |             | Position | 26,62     | Landkreis Donau-Ries (100 %) | |
| Nördlicher Riesrand | weitere Bilder | LSG-00254.01 | 395732  | Q59610833 | 1973       |             | Position | 8425      | Landkreis Donau-Ries (100 %) | |
| Oberes Kesseltal | weitere Bilder | LSG-00140.01 | 395613  | Q59610653 | 1967       |             | Position | 1062,64   | Landkreis Dillingen an der Donau (71,8 %), Landkreis Donau-Ries (28,2 %) | |
| Riedgraben bei Laub | weitere Bilder | LSG-00313.01 | 395800  | Q59610667 | 1980       |             | Position | 17,89     | Landkreis Donau-Ries (100 %) | |
| Riegelberg bei Holheim                                                                                                  | weitere Bilder | LSG-00325.01 | 395813  | Q59610675 | 1981       |             | Position | 62        | Landkreis Donau-Ries (99,9 %) | |
| Schmähingen Nord | weitere Bilder | LSG-00353.01 | 395861  | Q59610678 | 1984       |             | Position | 10,36     | Landkreis Donau-Ries (100 %) | |
| Schmähingen West | weitere Bilder | LSG-00353.02 | 395862  | Q59610680 | 1984       |             | Position | 28,09     | Landkreis Donau-Ries (100 %) | |
| Schmutterwäldchen bei Bäumenheim                                                                                        | weitere Bilder | LSG-00360.01 | 395869  | Q59610683 | 1984       |             | Position | 13,19     | Landkreis Donau-Ries (100 %) | |
| Schutz des Gebietes zwischen Katzenstein und Sonderhof                                                                  | weitere Bilder | LSG-00188.01 | 395658  | Q59610655 | 1970       |             | Position | 210,58    | Landkreis Donau-Ries (100 %) | |
| Schutz von Landschaftsteilen im Bereich der Stadt Harburg und der Gemeinde Großsorheim                                  | weitere Bilder | LSG-00253.01 | 395731  | Q59610659 | 1973       |             | Position | 146,99    | Landkreis Donau-Ries (100 %) | |
| Schutz von Landschaftsteilen in der Stadt Donauwörth und in den Gemeinden Altisheim, Graisbach, Marxheim und Schäfstall | weitere Bilder | LSG-00233.01 | 395709  | Q59610663 | 1972       |             | Position | 973,72    | Landkreis Donau-Ries (100 %) | |
| Schutz von Landschaftsteilen in der Stadt Oettingen und der Gemeinde Hainsfarth                                         | weitere Bilder | LSG-00250.01 | 395728  | Q59610657 | 1972       |             | Position | 74,4      | Landkreis Donau-Ries (100 %) | |
| Schutzzone im Naturpark Altmühltal                                                                                      | weitere Bilder | LSG-00565.01 | 396115  | Q23787649 | 1995       |             | Position | 163135,05 | Ingolstadt (0,1 %), Landkreis Eichstätt (36,3 %), Landkreis Neuburg-Schrobenhausen (4,0 %), Landkreis Kelheim (8,7 %), Landkreis Neumarkt in der Oberpfalz (8,2 %), Landkreis Regensburg (1,5 %), Landkreis Roth (6,4 %), Landkreis Weißenburg-Gunzenhausen (22,8 %), Landkreis Donau-Ries (11,8 %) | |